# 張廣益
張廣益（1618年—1660年），浙江衢州府龍游縣人，清朝解元。

## 生平
張廣益家境清貧。順治十七年（1660年）庚子科浙江鄉試第一名舉人（解元），同年未仕而卒，享年四十三歲。當地尚存其解元匾額。

## 參照
- 清朝解元列表